# Erich Schmidt (Widerstandskämpfer)
Erich R. Schmidt (* 4. August 1910 in Berlin; † 22. Juli 2008 in Easthampton bei New York) war ein deutscher Politiker (SPD) und führendes Mitglied der Sozialistischen Arbeiter-Jugend (SAJ) am Ende der Weimarer Republik. Er wurde am 11. Juni 1933 aus der SPD ausgeschlossen. Während der Zeit des Nationalsozialismus war er in der Widerstandsgruppe „Neu Beginnen“ aktiv und floh 1940 in die USA.

## Leben
Erich Schmidt war der Sohn eines Handschuhmachers; seine Mutter war die spätere Berliner Stadtverordnete Anna Schmidt. Er erlernte den Beruf des Druckers. Er wurde 1928 Mitglied der SPD und 1931 Vorsitzender der Sozialistischen Arbeiter-Jugend des Bezirks Groß-Berlin. 1933 geriet er in Konflikt mit dem Reichsvorstand der SAJ und der SPD, weil er die Berliner Organisation der SAJ auf illegale Arbeit vorbereitete. Der Vorstand der SAJ im Reich und der SPD versuchte zu dieser Zeit, alle Aktionen zu unterlassen, die ein Verbot der SPD durch die Nationalsozialisten provozieren könnten. Aufgrund dieses Konflikts wurde Erich Schmidt am 11. Juni 1933 aus der SPD ausgeschlossen.
Bereits zuvor schloss er sich der Widerstandsgruppe „Neu Beginnen“ an. Im Rahmen ihrer politischen Zielsetzung setzte er sich für den Verbleib junger Genossen in der SPD ein, um ein Abwandern zur SAP und damit eine weitere Zersplitterung der Arbeiterbewegung zu verhindern.
Schmidt wurde 1933 verhaftet. Durch eine Namensverwechslung kam er irrtümlich frei und nutzte die Gelegenheit zur Flucht in die Schweiz. Dort war er im europäischen Widerstand gegen die Nationalsozialisten aktiv. 1937 heiratete er in der Schweiz Hilde Paul, die er aus seiner Zeit in Berlin kannte. Sie hatten einen Sohn Henry, der später Professor für Deutsche Literatur wurde, seinen Vater jedoch nicht überlebte. Im selben Jahr zog er nach Frankreich weiter und flüchtete 1940 zu Fuß über die Pyrenäen nach Lissabon und von dort mit einem Notvisum des Jewish Labor Committee in die USA. Seinen Lebensschwerpunkt hatte er von 1940 bis 1990 in New York. Schmidt fand dort Arbeit als Offsetdrucker. Politisch aktiv war er im Council for a Democratic Germany (CDG), ab 1957 war er zudem Vorsitzender der Friends of German Labor. Nach Kriegsende stand er zwar mit Willy Brandt in Kontakt, kehrte aber nicht mehr nach Berlin zurück
Erich Schmidt starb am 22. Juli 2008 kurz vor Vollendung seines 98. Lebensjahres.

## Schriften
- Meine Jugend in Groß-Berlin: Triumph und Elend der Arbeiterbewegung 1918–1933. Bremen: Donat-Verlag, 1988.
- Meine Emigrantenjahre: 1933–1940. Berlin – Bern – Paris. Rostock: Verlag Jugend und Geschichte, 1994.